# Kelurahan Sawah Brebes
Kelurahan Sawah Brebes är en administrativ by i Indonesien.   Den ligger i provinsen Lampung, i den västra delen av landet, 200 km nordväst om huvudstaden Jakarta.